# Franciszek Mamuszka
Franciszek Mamuszka (ur. 4 lutego 1905 w Maniowie k. Szczucina, zm. 6 października 1995 w Gdańsku) – polski krajoznawca, badacz dziejów i kultury Pomorza, kustosz Muzeum Pomorskiego w Gdańsku, nauczyciel.

## Życiorys
Urodził się w chłopskiej rodzinie Antoniego i Anieli z Pirogów. Ukończył szkołę handlową, później Seminarium Nauczycielskie w Tarnowie (1928), a następnie Wyższy Kurs Nauczycielski w Krakowie, w zakresie historii i filologii polskiej. Pracę w szkolnictwie podjął po odbyciu służby wojskowej; zatrudniony był w szkołach powiatów tarnobrzeskiego i brzeskiego. W okresie międzywojennym działał w Związku Strzeleckim, zakładał amatorskie chóry i zespoły teatralne, uprawiał oraz propagował krajoznawstwo i turystykę (szczególnie tatrzańską).

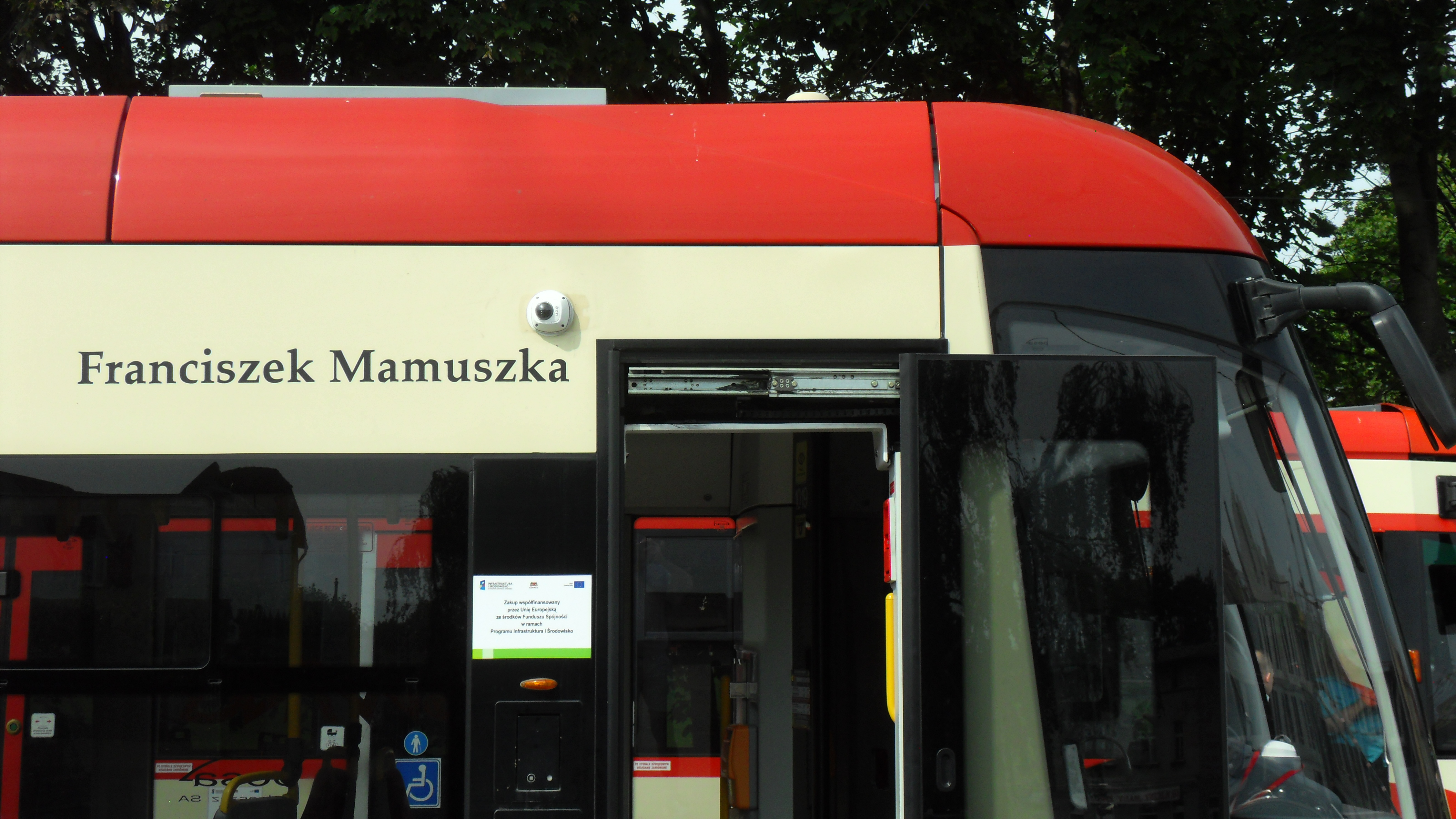
Gdański tramwaj, którego patronem jest Franciszek Mamuszka

W czasie okupacji przebywał w Wojniczu oraz Tarnowie i uczestniczył w tajnym nauczaniu, był także związany z Armią Krajową; oficjalnie utrzymywał się z ogrodnictwa.
Pierwsze miesiące powojenne przepracował jako nauczyciel w Krakowie, w październiku 1945 przeniósł się do Gdańska. Tamże pracował początkowo jako nauczyciel w Oliwie; zajmował się w tym okresie m.in. opieką nad dziećmi kaszubskimi z przedwojennego Wolnego Miasta. Był również aktywnym działaczem Ligi Morskiej i Polskiego Towarzystwa Krajoznawczego; należał do założycieli gdańskiego oddziału Polskiego Towarzystwa Krajoznawczego, organizował kursy dla przewodników turystycznych, publikował na łamach prasy regionalnej (m.in. „Dziennika Bałtyckiego”), współpracował z prof. Janem Kilarskim, wybitnym polskim pionierem powojennego Gdańska. W 1947 Mamuszka przeszedł do Kuratorium Oświaty, w którym był najpierw referentem działu turystyki, a następnie wizytatorem ds. turystyki i wczasów. Do jego zadań należało m.in. organizowanie schronisk młodzieżowych.
W 1951 został kierownikiem Działu Naukowo-Oświatowego w Muzeum Pomorskim w Gdańsku. Z Muzeum był związany do końca pracy zawodowej (przeszedł na emeryturę w 1970), nadal prowadząc szkolenia dla przewodników, organizując odczyty i spotkania na temat gdańskich zabytków, promując muzealne wystawy wśród nauczycieli i młodzieży. W ramach pasji krajoznawczej wiele działał społecznie, zabiegając o upamiętnianie wybitnych postaci czy wydarzeń oraz działając na rzecz ratowania zabytków; przyczynił się np. do uratowania Wartowni nr 1 na Westerplatte. Wspólnie z Jerzym Stankiewiczem skatalogował najważniejsze zabytki województwa. Należał m.in. do Gdańskiego Towarzystwa Naukowego, Zrzeszenia Kaszubsko-Pomorskiego, Towarzystwa Przyjaciół Gdańska, Towarzystwa Przyjaciół Sopotu, Stowarzyszenia Autorów Polskich, Klubu Autorów Literatury Turystycznej Stowarzyszenia Autorów Polskich w Gdańsku (honorowy prezes).

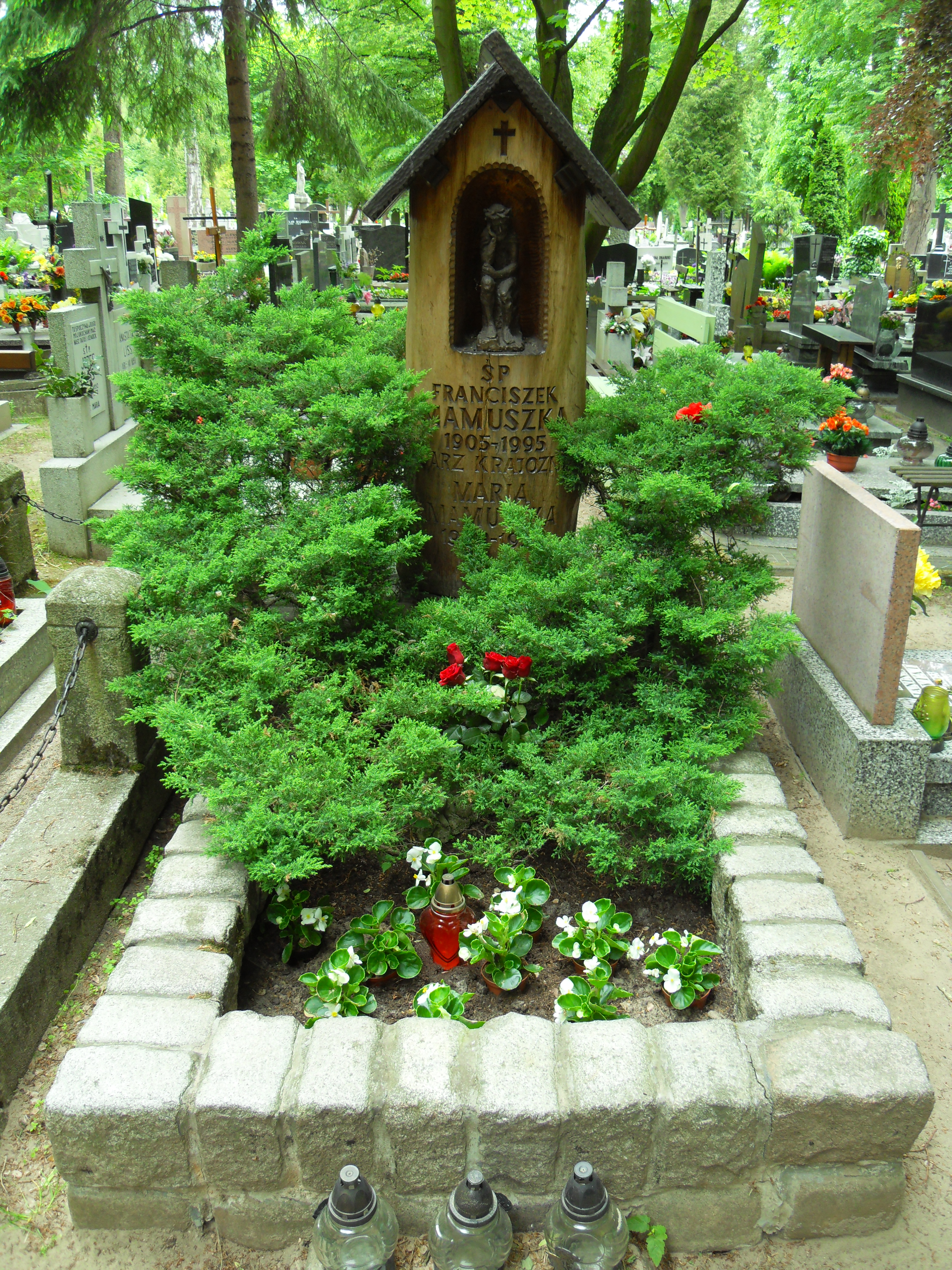
Grób Franciszka Mamuszki na cmentarzu Oliwskim (2012), obecnie ma inną formę

Franciszek Mamuszka był wybitnym autorem literatury turystycznej dotyczącej polskiego Pomorza. Opublikował setki artykułów, przewodników, folderów, monografii historycznych, opracowywał mapy i plany miast, a łączny nakład przewodników o Gdańsku i okolicach jego autorstwa przekroczył dwa miliony egzemplarzy (w tym przekłady na języki obce). Opracowywał także scenariusze filmów oświatowych (Stary Gdańsk mówi, Wybrzeże Gdańskie). Zbiorowa praca Gdańsk - dzieje i kultura (1969), której był redaktorem i współautorem, otrzymała I nagrodę Polskiej Akademii Nauk. Był również autorem prac historycznych z dziejów Polonii gdańskiej i sopockiej oraz dziejów Kaszubów, ponadto spisał wspomnienia rodzinne Opowieść o moim życiu i moich najbliższych. Wspólnie z Izabellą Trojanowską napisał monografię pt. Kościerzyna i ziemia kościerska (Wydawnictwo Morskie, 1972).
Posiadał liczne wyróżnienia, był m.in. „Gdańszczaninem roku 1967”, Honorowym Obywatelem Miasta Sopotu (1983), członkiem honorowym Polskiego Towarzystwa Turystyczno-Krajoznawczego. 
Od 1947 był żonaty z Marią z Mańkowskich (1909–1999), ojciec Bożeny po mężu Bethke. 
Zmarł w Gdańsku, pochowany 11 października 1995 na cmentarzu Oliwskim (kwatera 4-A-18).

## Ordery i odznaczenia
- Krzyż Kawalerski Orderu Odrodzenia Polski
- Złoty Krzyż Zasługi
- Srebrny Krzyż Zasługi
- Medal Stolema (1976)[4]
- Odznaka „Zasłużony Działacz Kultury”
- Złota Odznaka „Za opiekę nad zabytkami” (1965)
- Odznaka honorowa „Zasłużonym Ziemi Gdańskiej”
- Odznaka honorowa „Za Zasługi dla Gdańska”
- Złota Odznaka PTTK (1956)
- Medal XX-lecia Kultury Fizycznej i Turystyki (1966)

Źródło:.

## Nagrody
- „Order Stańczyka” - nagroda miesięcznika „Litery” za Gdańsk, jego dzieje i kultura[2]
- Nagroda Miasta Gdańska w Dziedzinie Kultury „Splendor Gedanensis” (1985)[6]
- Nagroda Miasta Gdańska w Dziedzinie Kultury „Splendor Gedanensis” (1992)[6]

## Upamiętnienie
Jest patronem alei w Sopocie, ulicy w Gdańsku (2011), Koła Przewodników Miejskich i Terenowych przy oddziale PTTK w Gdańsku oraz tramwaju Pesa Swing 120NaG SWING Gdańskich Autobusów i Tramwajów o numerze bocznym 1019. 22 września 2022 na budynku przy ul. Kaprów 11 w Gdańsku Oliwie odsłonięto tablicę pamiątkową poświęconą Franciszkowi Mamuszce.